# Joaquín García Donaire
Joaquín García Donaire (Ciudad Real, 29 de julio de 1926 - Madrid, 21 de diciembre de 2003) fue un escultor y pintor español, miembro de número de la Real Academia de Bellas Artes de San Fernando de Madrid.

## Vida y obra
Manchego de nacimiento, hijo de un ebanista y maestro de vaciado en la Escuela de Artes y Oficios de Ciudad Real, con 16 años se trasladó a Madrid para ingresar en la Escuela de Bellas Artes, bajo la maestría escultórica de Enrique Pérez Comendador, y doctorándose en 1954. Becado en Roma en 1955, cuatro años después regresó a España. Casado y con un hijo, se instala en Ciudad Real; el nacimiento de su segunda hija en 1962 le inspiraría una serie de piezas sobre el tema de la maternidad. En 1963 se instaló en Madrid para formar parte del llamado Grupo de los Seis Escultores, activo hasta 1985. Profesor en la Escuela Central de Artes Aplicadas y Oficios Artísticos de Madrid hasta 1979, ese año tomo plaza en la cátedra de Escultura de la Facultad de Bellas Artes de la Universidad Complutense de Madrid durante casi 20 años, alcanzando el grado de Profesor Emérito. En 1985 fue admitido como Académico de Número de la Real Academia de Bellas Artes de San Fernando de Madrid.En 2002 se le dedicó una exposición antológica en el Museo de Santa Cruz de Toledo y dos años después murió en Madrid.

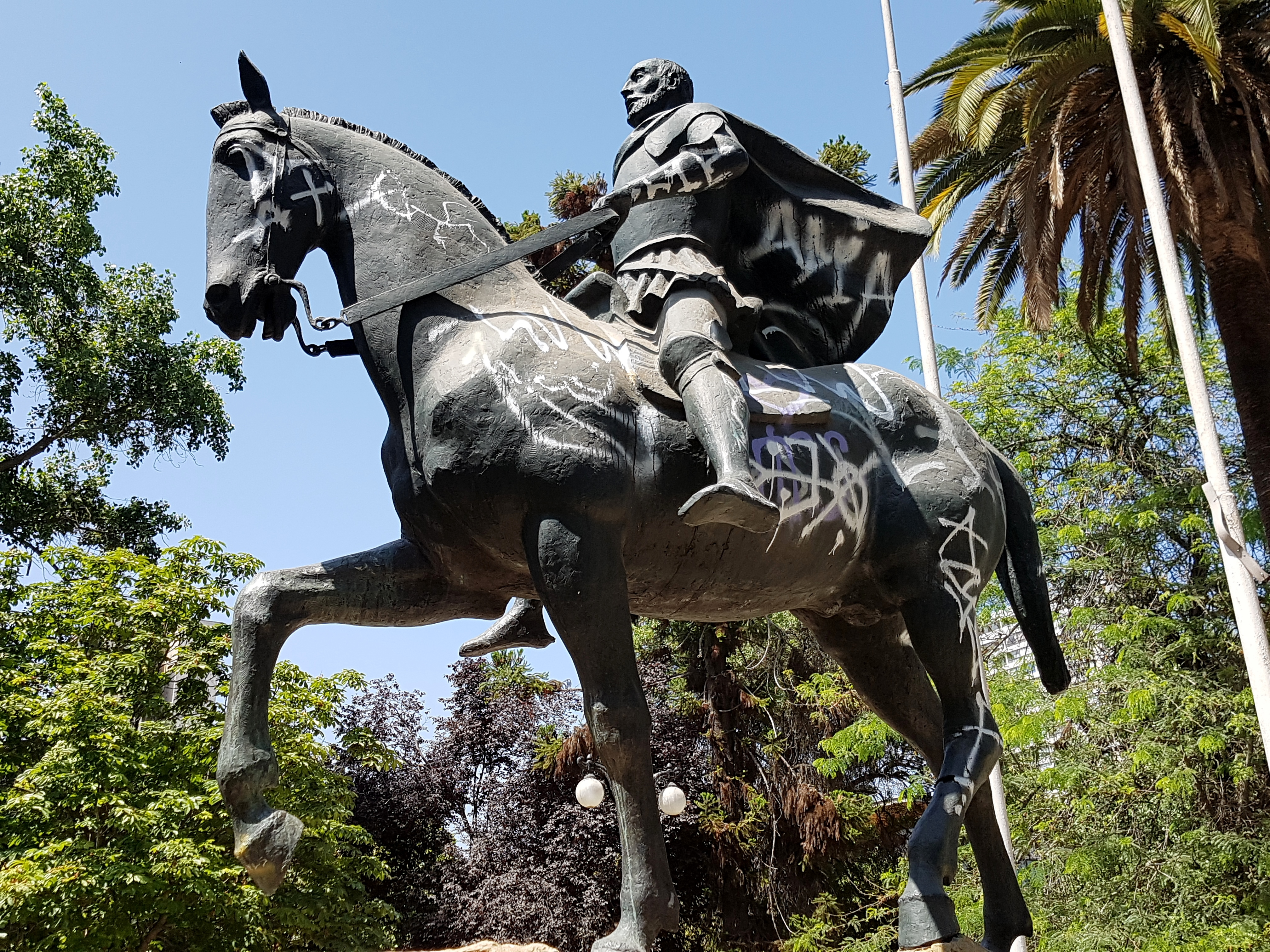
Monumento ecuestre a Diego de Almagro (1982), en Santiago.

Su obra estuvo presente en certámenes de escultura tanto nacionales como internacionales; sucesivamente, y entre otros: Exposición Nacional de BBAA de 1954 (3ª medalla), Gran Premio de Roma (1956), medalla de oro y primera medalla de la exposición Nacional de BBAA de 1957, Quinta Bienal de Alejandría de 1963 (medalla de bronce en Escultura), etc. También participó en colectivas como la Tercera Bienal Iberoamericana de Arte de 1981, la Exposición Universal de Bruselas de 1958,  la Bienal del Middelheim (1969), o la New York World Fair de 1964.
Su obra escultórica se conserva en diversas colecciones privadas o públicas y en museos como el Reina Sofía de Madrid, o en monumentos o muestras al aire libre en ciudades como el monumento a Diego de Almagro en Santiago de Chile, o el Alfonso X el Sabio de Ciudad Real.